# Margaret Beauchamp of Bletso
Margaret Beauchamp of Bletso, född 1410, död 1482, var en engelsk adelskvinna. Hon var mor till Margaret Beaufort och mormor till Henrik VII.
Hon var dotter till Sir John Beauchamp of Bletsoe, Bedfordshire, och Edith Stourton (d. 13 June 1441). Efter sin barnlösa brors död 1421 blev hon arvtagare till fyra gods efter sin far. 
Hon gifte sig först med Sir Oliver St John (d. 1437), med vilken hon fick sju barn. 
Hon gifte sig 1439 med den kungliga hertigen John Beaufort, 1:e hertig av Somerset, med vilken hon fick en dotter. Innan hennes make avreste på fälttåg till Frakrike kom han överens med kung Henrik VI att i händelse av hans död skulle bara Margaret själv ha rätt till vårdnaden om sin nyfödda dotter och välja sin brudgum. Efter att ha återvänt från Frankrike försämrades Beauforts förhållande till kungen; han avlägsnades från rätten, anklagades för högförräderi och dog 1443. Vid tidpunkten för Somersets död var Margaret gravid igen, men barnet var dödfött eller dog kort efter födseln. Den enda arvtagaren till Beauforts stora förmögenhet var hans och Margarets unga dotter, och alla titlarna gick till Johns bror Edmund. År 1444 bröt kungen sitt avtal med Margarets bortgångne make och placerade hennes dotter i förvar av William de la Pole, 1:e hertig av Suffolk: dottern tilläts dock fortsatt bo kvar i sin mors bostad, även om modern inte formellt hade vårdnaden om henne.  
Hon gifte sig 1447 med Lionel Welles, 6th Baron Welles (död 1461) med vilken hon fick en son. 
Margaret är en av nyckelfigurerna i Philippa Gregorys roman Den röda drottningen, liksom en cameokaraktär i romanen The Lady of the Rivers House och i tv-versionen av Gregorys romaner The White Queen, där rollen som Margaret spelades av Frances Tomelty.